# Виттерсвиль
Виттерсвиль (нем. Witterswil) — коммуна в Швейцарии, в кантоне Золотурн. 
Входит в состав округа Дорнек. Население составляет 1337 человек (на 31 декабря 2007 года). Официальный код — 2481.